# ثنی، اندر
ثنی، اندر (به فرانسوی: Thenay) یک کمون در فرانسه است که در اندر واقع شده‌است. ثنی ۳۴٫۲۱ کیلومتر مربع مساحت و ۸۸۷ نفر جمعیت دارد و ۱۰۱ متر بالاتر از سطح دریا واقع شده‌است.